# Celina Kombani
Celina Ompeshi Kombani (19 de junio de 1959 - 24 de septiembre de 2015) fue una política tanzana.
Estudió en la Universidad Mzumbe.
Perteneció al Partido de la Revolución.
Fue miembro del parlamento para el distrito electoral Ulanga Este desde 2005 hasta 2015. También se desempeñó como Ministro de Estado en la Oficina del Presidente para la Gestión de Servicio Público.
Falleció el 24 de septiembre de 2015 a los 56 años.